# Беневентське герцогство
Беневенське герцогство (італ. Ducato di Benevento) — найпівденніше лангобардське герцогство у середньовічній Італії з центром у Беневенто. Отримавши титул Ducatus Romanus («Римське герцогство») від пап Римських, Беневенто було практично незалежним від короля лангобардів в Павії.

## Історія
Обставини заснування герцогства є спірними. Деякі автори вважають, що лангобарди були присутні у Південній Італії до повного завоювання ними долини По, а тому герцогство могло бути засноване вже у 571. Основна маса лангобардів прибули лише близько 590 року. У будь-якому випадку, першим герцогом Беневентським вважається Зотто, вождь групи військових, які захопили узбережжя Кампанії.
У 758 Лангобардське королівство на чолі з королем Дезидерієм спроміглось на короткий час підпорядкувати собі самостійні південні Беневентське і Сполетське герцогства. Але вже в 774 року Лангобардське королівство було завойовано Карлом Великим, і Беневенто знову став незалежним.

## Незалежне князівство
Герцог Арехіз II планував прийняти королівський титул і перетворити Беневенто в «другу Павію» (лат. Secundum Ticinum). Але титул короля лангобардів в 774 році прийняв сам Карл Великий, тож Арехіз II задовольнявся титулом князя, щоб не дратувати могутнього імператора.
У 787 Карл Великий осадив Беневенто, і Арехіз II був змушений визнати себе васалом Карла. У наступні роки франки кілька разів нападали на Беневенто, в 814 Грімоальд IV був змушений принести васальну клятву Людовику I Благочестивому, потім цю клятву повторив його наступник Сікард. Цей васалітет був досить формальний, фактично беневентські князі не виконували своїх зобов'язань по відношенню до франкських монархів. Подальше ослаблення влади Каролінгів в Італії остаточно перетворило Беневенто в фактично незалежну державу.
За правління князя Сікарда Беневенто досягло вершини своєї могутності, владу князівства визнали морська республіка Амальфі і Неаполітанське герцогство. На початку IX століття Беневенто дійсно стає «другою Павією» — межі міста значно розширилися, були побудовані собор святої Софії (на зло Константинополю) і княжий палац.

## Розпад Беневентського князівства в IX столітті
У 841 князь Сікард був убитий, його вбивця Радельхіс I оголосив себе наступним князем, але з цим самопроголошеним загарбником не погодився Сіконульф — брат вбитого Сікарда. В князівстві почалася міжусобна війна, в ході якої обидві сторони закликали на допомогу арабів з Сицилійського емірату. Останні розорили Капую, Неаполь, Салерно і Беневенто. У 849 році король Італії Людовик II, щоб припинити безлад та кровопролиття, розділив князівство між суперниками — південна частина зі столицею в Салерно стала окремим Салернським князівством під владою Сіконульфа, а під владою Радельхіса I залишилося власне Беневенто з нинішніми областями Молізе і Апулія (на північ від Таранто). У наступні десятиліття Візантія спромоглась повернути собі значну частину своїх колишніх володінь в Апулії. В результаті розділу князівства і візантійських завоювань значення і вплив Беневенто значно зменшились.

Держави Італії бл.1000 року

У 899 князь Капуанський Атенульф I завоював Беневентське князівство і оголосив обидва князівства єдиною і неподільною державою. При цьому Атенульф I встановив систему співурядування, при якій усі члени династії одночасно були князями-співправителями. Система працювала протягом більш як півстоліття, поки князь Пандульф I не опинився єдиним правлячим князем Беневенто і Капуї. У 978 році він став ще й князем Салернським, а в 981 році отримав від Оттона II Сполетське герцогство, об'єднавши, тим самим, всі чотири лангобардських держави Південної Італії. Після смерті Пандульфа I (981) його володіння були розділені між синами, і в 982 році в руках Пандульфа II залишилося тільки Беневентське князівсто.
На початку XI століття Беневенто вже значно поступалося за територією і силі сусідам — Капуї і Салерно. В 1022 році імператор Генріх II під час своєї південноіталійської кампанії захопив Беневенто, але після невдалої облоги Трої повернувся до Німеччини. У наступні десятиліття Беневенто не брав участі в політичному житті Південної Італії, в якій все більшу вагу набували нормандці. Син Беневентського князя Атенульф був запрошений апулійськими лангобардами очолити їх повстання проти Візантії, але незабаром зрадив повсталих, що остаточно позбавило Беневенто політичної ваги. Після втрати більшості земель, захоплених нормандцями, громадяни міста Беневенто прогнали князя і погодилися прийняти в якості правителя Папу Римського, що був до цього лише номінальним сувереном князівства.
Папський анклав навколо міста Беневенто проіснував до 1860 року, коли був інкорпорований у об'єднане Італійське королівство, тоді як усі інші території Беневентського князівства увійшли спочаку до складу нормандського Апулійського герцогства, а відтак нормандського Сицилійського королівства. 

## Список герцогів Беневентських

### Герцоги Беневентські
- Зотто (571—591)
- Арехіз I (591—641)
- Аюльф I (641–646)
- Радоальд (646–651)
- Грімоальд I (651–662)
- Ромоальд I (662–677)
- Грімоальд II (677–680)
- Гізульф I (680–706)
- Ромоальд II (706–732)
- Аделайз (732–733)
- Григорій (733–740)
- Годшалк (740–743)
- Гізульф II (743–749)
- Лютпранд (749–758)
- Арехіз II (758–774)